# Jan Oosterhuis
Jan Oosterhuis (Culemborg, 30 september 1963) is een Nederlands voormalig voetballer en huidig voetbaltrainer.
Oosterhuis brak door bij FC Wageningen en speelde nadien voor FC Utrecht, De Graafschap en Haarlem. Samen met zijn broer runde hij hierna Moreno Zitmeubelen.
Hij ging daarna in het amateurvoetbal trainen en was ook actief bij de B-jeugd en de beloften van FC Utrecht. In februari 2014 werd hij tot het einde van het seizoen aangesteld als assistent-trainer bij De Graafschap naast Jan Vreman. In april 2015 verlengde hij zijn contract tot medio 2016. Naast assistent-trainer van de superboeren was Oosterhuis ook werkzaam als hoofdtrainer van USV Hercules. In 2018 verliet Oosterhuis De Graafschap en ging verder als trainer in het amateurvoetbal.